# Bino (piloto)
Christian Heins (São Paulo, 16 de janeiro de 1935 – Le Mans, 15 de junho de 1963) também conhecido pelo apelido Bino foi um automobilista brasileiro. Morreu em 1963, em consequência de acidente automobilístico durante a corrida da 24 Horas de Le Mans.

## Biografia
Filho do empresário e businessman alemão bem-sucedido no ramo de lavanderias industriais, Carl Heinrich Christian Heins, e da dona de casa italiana, Giuliana de Fiori Heins, Christian "Bino" Heins, após terminar os estudos primários e secundários no Colégio Visconde de Porto Seguro, no início de 1953, transferiu-se para Stuttgart, na Alemanha, onde foi cursar a Technische Hochschule (Escola Técnica de Nível Superior). Ao mesmo tempo fazia estágio no curso especial para estrangeiros da Mercedes-Benz. Depois transferiu-se para a Fábrica de Pistões Mahle, ainda em Stuttgart.
Com 19 anos, fez sua estreia em competições automobilísticas, em 16 de maio de 1954, numa prova no Autódromo de Interlagos.

## Morte
Quando participava das 24 Horas de Le Mans, em 15 de junho de 1963, Heins pilotando um Alpine M63 de 1 litro estava liderando a corrida e ocupando a 3ª colocação no geral, quando na sexta hora de prova o seu carro colidiu contra um poste, causando um incêndio. Cristian faleceu na hora. Ele tinha apenas 28 anos quando perdeu a vida nas pistas.